# دیدنما

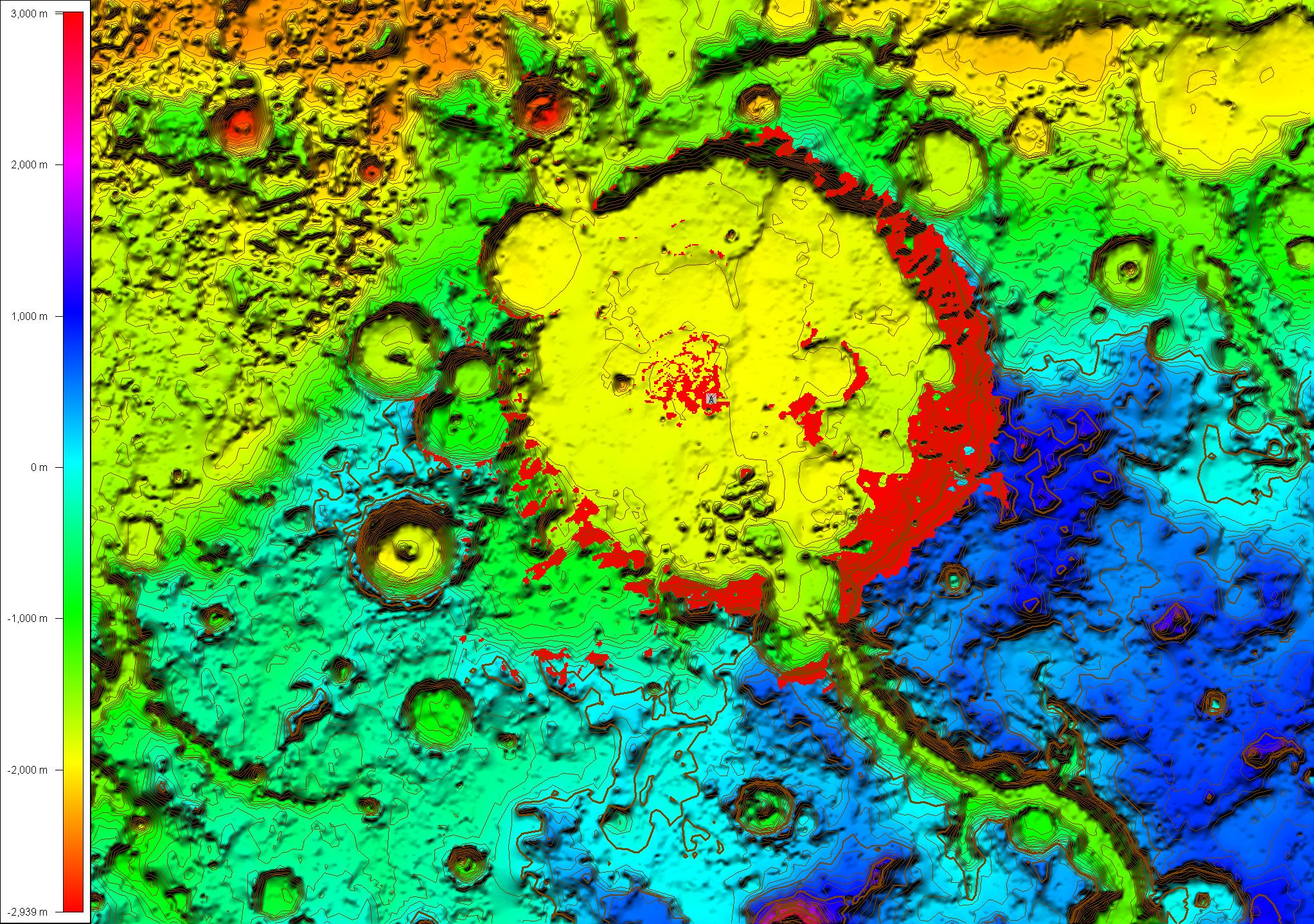
نمای دهانه گوسف در مریخ از مریخ‌نورد اکتشافی (قرمز) که روی نقشه ارتفاعی (رنگ‌های دیگر) پوشانده شده‌است – مناطق قرمزرنگ از محل فرود دیده می‌شود.

دیدنما یا نمای دید (به انگلیسی: viewshed) به محدوده جغرافیایی گفته می‌شود که از یک مکان قابل دیدن است. این شامل تمام نقاط پیرامون است که در خط دید با آن مکان قرار دارند و نقاطی را که فراتر از افق هستند یا توسط زمین و دیگر ویژگی‌ها بسته شده‌اند (مانند ساختمان‌ها و درختان) حذف می‌کند. برعکس، همچنین می‌تواند به ناحیه‌ای اشاره کند که از آن یک شی را می‌توان دید. یک نمای دید لزوماً برای انسان «طیف مرئی» نیست. همین مفهوم در ارتباطات رادیویی برای نشان دادن جایی که ترکیب خاصی از فرستنده، آنتن و زمین اجازه دریافت سیگنال را می‌دهد استفاده می‌شود.
نقشه مجموع دیدنما به نقشه‌ای اشاره دارد، جایی که هر نقطه نشان‌دهنده تعداد کیلومتر مربع قابل دیدن در آن نقطه در نقشه DEM است.
در دیدنمای سه‌بعدی یک نقطه (X,Y) از DEM شامل فضای قابل دیدن از آن نقطه است.
پهنه‌های تأثیر دیداری با استفاده از ابزار GIS ایجاد می‌شود.